# Paleogene
| Periodo                                                                                     | Epoca               | Piano          | Età (Ma)    |
| ------------------------------------------------------------------------------------------- | ------------------- | -------------- | ----------- |
| Neogene                                                                                     | Miocene             | Aquitaniano    | Più recente |
| Paleogene                                                                                   | Oligocene           | Chattiano      | 27,30       |
| Paleogene                                                                                   | Oligocene           | Rupeliano      | 33,9        |
| Paleogene                                                                                   | Eocene              | Priaboniano    | 37,71       |
| Paleogene                                                                                   | Eocene              | Bartoniano     | 41,03       |
| Paleogene                                                                                   | Eocene              | Luteziano      | 48,07       |
| Paleogene                                                                                   | Eocene              | Ypresiano      | 56,00       |
| Paleogene                                                                                   | Paleocene           | Thanetiano     | 59,24       |
| Paleogene                                                                                   | Paleocene           | Selandiano     | 61,66       |
| Paleogene                                                                                   | Paleocene           | Daniano        | 66,00       |
| Cretacico                                                                                   | Cretacico superiore | Maastrichtiano | Più antico  |
| Suddivisione del Paleogene secondo la Commissione internazionale di stratigrafia dell'IUGS. |                     |                |             |

Nella scala dei tempi geologici, il Paleogene o Nummulitico è il primo dei tre periodi in cui è suddiviso il Cenozoico, l'ultima era del Fanerozoico, ed è compreso tra 66,00 e 23,04 milioni di anni fa (Ma). È preceduto dal Cretaceo e seguito dal Neogene.
Ebbe una durata di circa 43 milioni di anni e fu caratterizzato dalla grande evoluzione dei mammiferi che, a partire dalle piccole e poco importanti specie del Cretacico, si svilupparono in modo notevole. Si divide in Paleocene, Eocene e Oligocene.

## Suddivisione
La Commissione Internazionale di Stratigrafia riconosce per il Paleogene tre epoche (Paleocene, Eocene ed Oligocene) e nove piani, ordinati dal più recente al più antico secondo il seguente schema:
| Oligocene   |                                       |
| Chattiano   | (27,30- 23,04 milioni di anni fa (Ma) |
| Rupeliano   | (33,9 - 27,30 Ma)                     |
| Eocene      |                                       |
| Priaboniano | (37,71 - 33,9 Ma)                     |
| Bartoniano  | (41,03 - 37,71 Ma)                    |
| Luteziano   | (48,07 - 41,03 Ma)                    |
| Ypresiano   | (56,00 - 48,07 Ma)                    |
| Paleocene   |                                       |
| Thanetiano  | (59,24 - 56,00 Ma)                    |
| Selandiano  | (61,66 - 59,24 Ma)                    |
| Daniano     | (66,00 - 61,66 Ma)                    |

## Definizioni stratigrafiche e GSSP
Il limite inferiore dell'era del Cenozoico, del periodo del Paleogene, dell'epoca del Paleocene e del suo primo piano, il Daniano, è dato dall'anomalia dell'iridio nelle sezioni stratigrafiche che caratterizzano il passaggio dal Cretacico al Paleogene.  Questo implica anche che i sedimenti generati dall'impatto meteoritico appartengono al Daniano. Questo strato dello spessore di qualche millimetro contenente l'evidenza delle conseguenze dell'impatto, coincide con un evento improvviso di estinzione di massa dagli effetti catastrofici.
Come indicatori secondari viene indicata la prima comparsa negli orizzonti stratigrafici dei foraminiferi della specie Globoconusa conusa, che compaiono poco al di sopra della base.

### GSSP
Il GSSP, il profilo stratigrafico di riferimento della Commissione Internazionale di Stratigrafia, è stato localizzato in una sezione stratigrafica a El Kef, in Tunisia che coincide con l'anomalia dell'Iridio conseguente all'impatto di un asteroide. Le sue coordinate sono: latitudine 36°09'13.2"N e longitudine 8°38'54.8"E.

## Paleogeografia
Durante il Paleogene si completò la terza e ultima fase della frammentazione della Pangea, iniziatasi nel precedente Cretacico. Tra circa 60 e 55 Ma il Nord America e la Groenlandia si separarono definitivamente dall'Eurasia, aprendo il mare Norico. L'oceano Indiano e l'Atlantico proseguirono la loro espansione chiudendo l'oceano Tetide. L'Australia e l'India cominciarono a spostarsi verso Nord-est a una velocità di circa 5–6 cm all'anno; questo provocò la separazione dell'Australia dall'Antartide con il conseguente aumento della sua velocità di spostamento. L'Antartide rimase invece nella regione del Polo Sud dove si era posizionato dall'epoca della formazione della Pangea, circa 280 milioni di anni fa.
L'India, che si era staccata dall'Africa circa 40 milioni di anni prima, cominciò ad entrare in collisione con la parte orientale dell'Asia; le enormi pressioni esercitate da questa spinta diedero luogo alla formazione della catena montuosa dell'Himalaya avvenuta tra 52 e 48 milioni di anni fa e portarono alla definitiva chiusura del passaggio della Paratetide. 
Nel frattempo la placca africana cominciò a dirigersi a nord-est verso l'Europa; l'enorme pressione esercitata dall'Africa, dall'India e dalla piccola placca del continente Cimmeria diede luogo all'imponente orogenesi alpina, iniziatasi già nel Cretacico inferiore, ma che produsse i maggiori effetti dal Paleocene all'Eocene. Si formarono proprio in questo periodo tutte le maggiori catene montuose attuali, tra cui: Alpi, Pirenei, Atlante, Balcani, Tauro, Caucaso, Pamir, Karakorum e Himalaya. Questa collisione è tuttora in corso.
Il Sud America iniziò a spostarsi verso nord separandosi dall'Antartide, aprendo così lo Stretto di Drake e permettendo per la prima volta la circolazione oceanica completa attorno all'Antartide. L'instaurarsi della Corrente Circumpolare Antartica, che bloccava l'afflusso delle acque calde verso l'Antartico, provocò il rapido raffreddamento del clima del continente che fino ad allora era coperto di boschi e diede luogo alla formazione dei ghiacciai che tuttora lo ricoprono. 
Il Paleogene terminò con una seconda fase di orogenesi alpina, che diede luogo alla formazione delle catene montuose costiere delle Montagne Rocciose, dei Caraibi e delle zone del Centroamerica.

## Clima

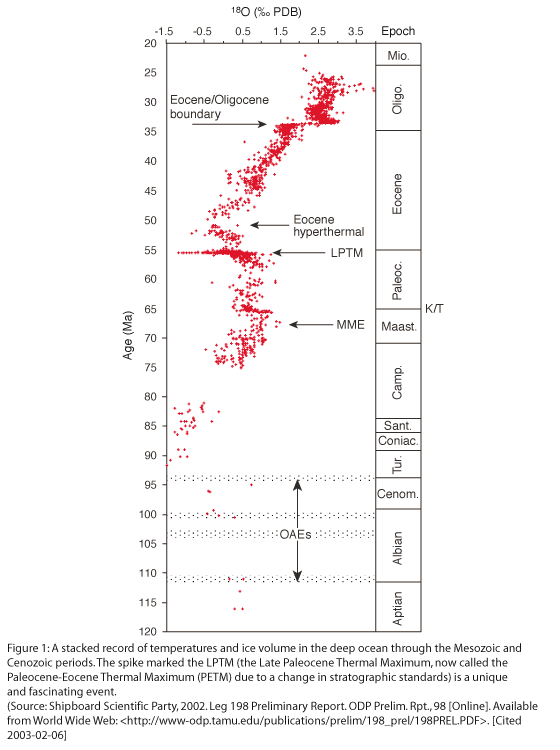
Escursione della temperatura del mare, misurata come variazione della concentrazione dell'isotopo ^{18}O, dal Mesozoico al Cenozoico. Salvo il picco dell'Eocene, in generale nel Paleogene si ha un raffreddamento della temperatura.

All'inizio del Paleogene le temperature erano relativamente elevate e raggiunsero il loro massimo durante il breve periodo denominato Massimo termico del Paleocene-Eocene, per poi cominciare a scendere rapidamente.

### Paleocene
Il clima era caldo uniforme e umido, senza grandi escursioni tra le zone equatoriali e polari. Le foreste tropicali e paratropicali si estendevano fino a latitudini molto maggiori delle attuali; i boschi subtropicali arrivavano fino quasi alle regioni polari, dove crescevano alberi con grandi foglie caduche appartenenti a tipi oggi sconosciuti, ma che avevano saputo adattarsi alle situazioni alternantesi di notte perpetua e giorno continuo.
Alcune specie animali poterono sfruttare le rotte artiche, data l'assenza dei ghiacci, e in particolare tra Nord America e Europa, da un lato, o l'Asia a occidente. Non risultavano migrazioni tra Europa e Asia che erano separate dai mari interni. Le due Americhe erano ancora staccate, ma i marsupiali sudamericani poterono arrivare in Australia passando attraverso la regione antartica. 

### Eocene
Il clima terrestre cominciò a farsi più caldo e la vegetazione tropicale poté spingersi fino al circolo polare artico e antartico. Questo favorì una diversificazione dei mammiferi ancora maggiore di quella del Paleocene, con ondate migratorie in tutte le direzioni. A partire dal medio Eocene si nota invece una diminuzione di questi flussi.
Verso la fine dell'Eocene il clima divenne sostanzialmente più secco e freddo, e alle alte latitudini comparvero le gelate invernali. La vegetazione tropicale si restrinse verso le zone equatoriali, mentre cominciò a svilupparsi un nuovo tipo di paesaggio fatto di bosco misto, simile a quello che copre oggi il Canada o il Nord Europa. Si formò la calotta polare antartica e l'estensione dei ghiacciai produsse un abbassamento del livello del mare.
La scomparsa dello stretto di Turgai permise il passaggio di mammiferi asiatici verso l'Europa, con effetti tuttavia catastrofici per molte specie europee. Il nuovo paesaggio boscoso diede luogo alla comparsa di alcune specie attuali di mammiferi.

### Oligocene
Dalla fine dell'Eocene, in un intervallo di un solo milione di anni, si produsse un brusco abbassamento delle temperature annuali. L'instaurarsi della Corrente Circumpolare Antartica provocò il congelamento di vaste aree oceaniche a Sud. Il clima decisamente più freddo si rivelò ostile per molte delle specie che si erano evolute durante i periodo più caldi.
I boschi a foglia larga e caduca, che si erano sviluppati fino alle regioni polari, furono gradatamente sostituiti da boschi di conifere nelle regioni settentrionali dell'Europa, Asia e America.

## Paleozoologia
Durante il Paleogene si ebbe l'esplosiva radiazione adattativa dei Mammiferi, probabilmente dovuta alla precedente estinzione di massa del passaggio Cretaceo-Terziario; in particolare fecero la loro comparsa nell'Oligocene i primi esemplari di cane, gatto, balene, ippopotami, lemuri e insettivori.
Gli Uccelli si diversificarono in modo marcato e fecero la loro comparsa nuove specie di foraminiferi e la nummulite che caratterizza il periodo. 

### Paleozoologia marina

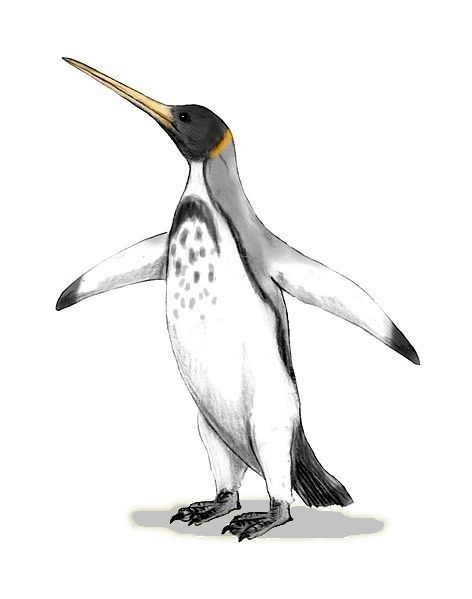
Icadyptes salasi, un pinguino gigante dell'Eocene superiore del Perú.

Gli ecosistemi oceanici erano per lo più popolati da quegli animali, piante e organismi unicellulari che erano sopravvissuti alla grande estinzione di massa del Cretacico-Terziario e che poterono espandersi durante il Cenozoico. A beneficiarne furono foraminiferi bentonici, ricci di mare, briozoi Cheilostomata, gasteropodi, bivalvi, teleostei e soprattutto la barriera corallina, favorita dal clima più caldo in particolare nell'Eocene.
Il nanoplancton ebbe un notevole recupero nell'Eocene, mentre le diatomee e i dinoflagellati poco influenzati dalla crisi, costituivano la componente più importante delle acque profonde. Nelle coste sabbiose si svilupparono nuovi tipi di ricci, gasteropodi e bivalvi capaci di scavare e ancorarsi ai sedimenti per resistere alla forza delle onde.
Tra le molte nuove specie apparse in questo periodo sono da segnalare le balene, che si svilupparono da mammiferi carnivori terrestri e conseguirono rapidamente un notevole successo tra i grandi predatori oceanici. Altre specie invece si mantennero ai margini oceanici come i pinguini, derivati da uccelli natatori dell'Eocene. È possibile che abbiano fatto la loro prima comparsa anche i pinnipedi come la foca, il tricheco o il leone di mare, anche se non ci sono fossili prima del Neogene.

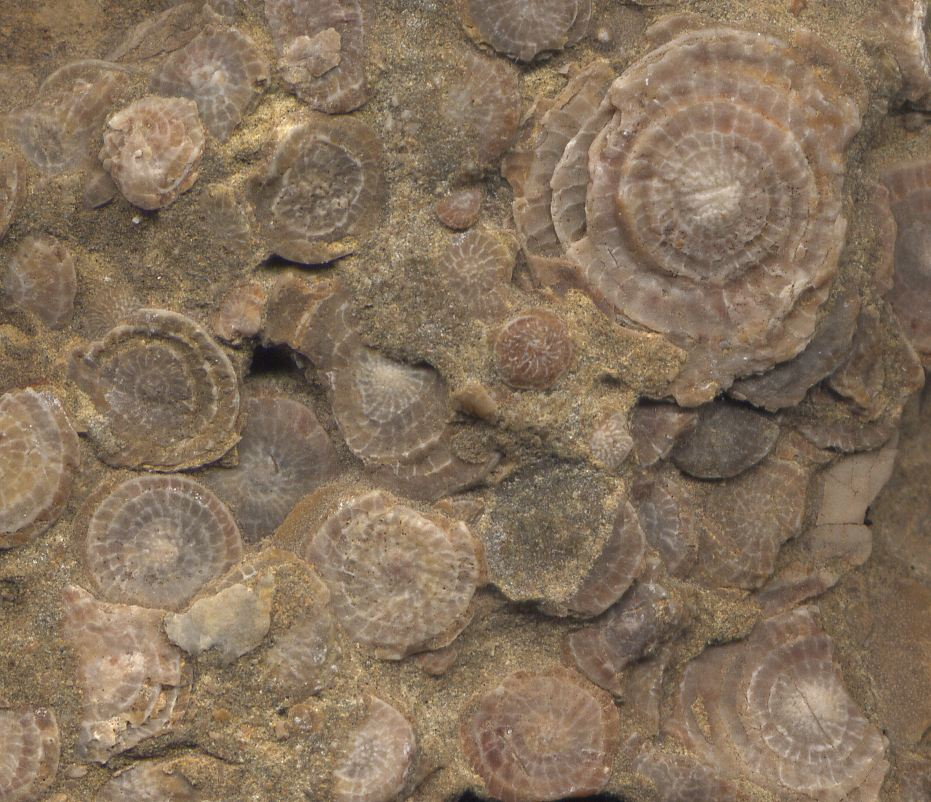
Nummulite (Foraminiferi dell'Eocene)
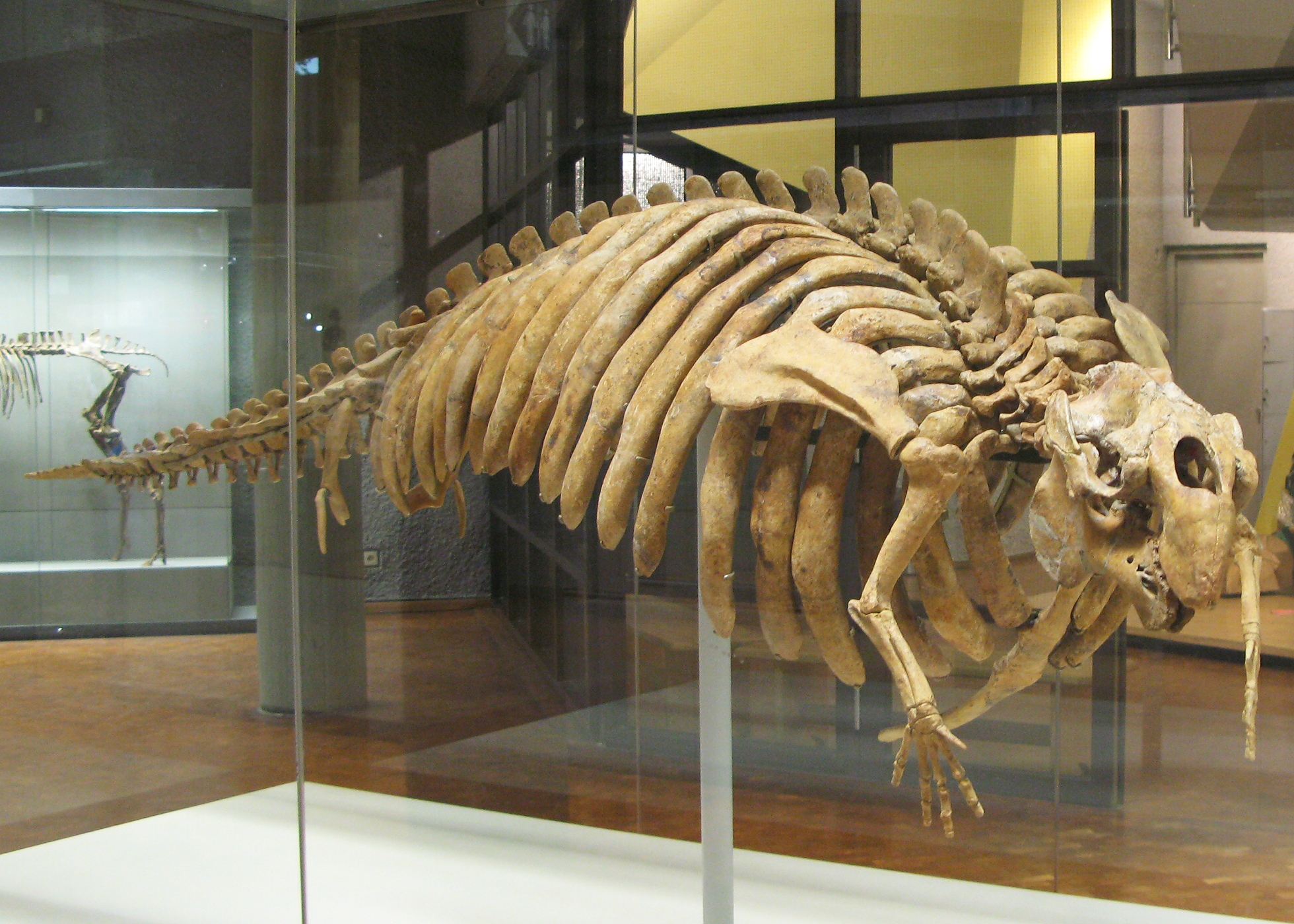
Halitherium (Dugongidae dell'Oligocene)

### Paleozoologia terrestre
I mammiferi ereditarono il mondo dai dinosauri dando luogo a un'importante radiazione adattativa che non era stata possibile nell'era precedente, data la supremazia dei grandi rettili. All'inizio del Paleocene i mammiferi erano creature piuttosto piccole, simili a un odierno roditore e le loro dimensioni non superavano quelle di un cane. Tra le specie che erano sopravvissute all'estinzione di massa del Cretacico-Terziario ci furono i multituberculata, i marsupiali, ungulati primitivi simili a un procione e una serie di mammiferi insettivori. Comparvero presto i primati, gli antenati dei moderni carnivori, i primi esemplari di cavallo, le cui dimensioni erano allora simili ad un cane, e mammiferi erbivori della taglia di un odierno bovino. 

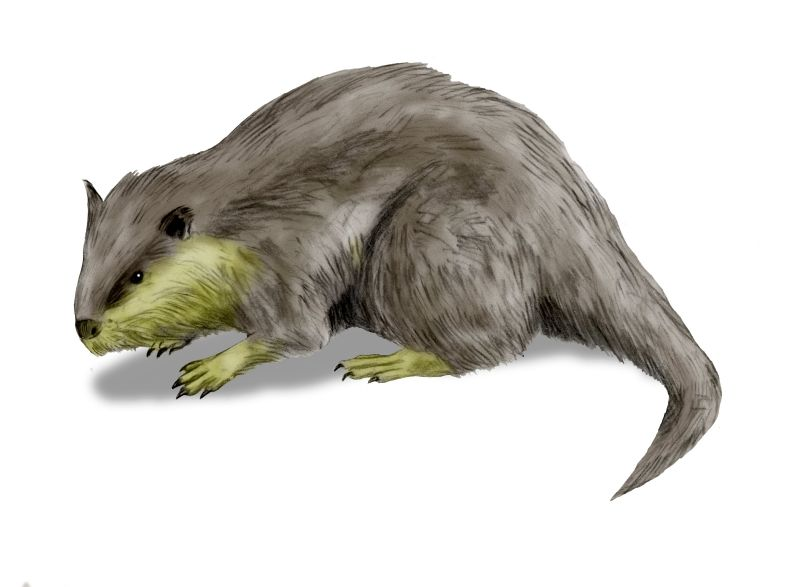
Paleocastoro (Roditore dell'Oligocene)
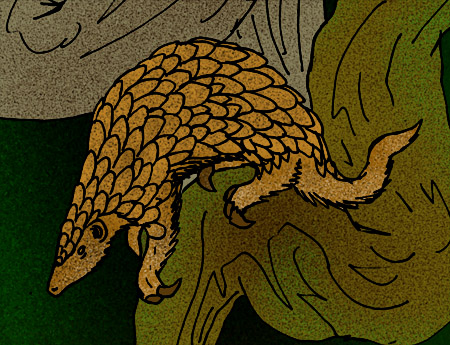
Eomanis (Pangolino dell'Eocene)
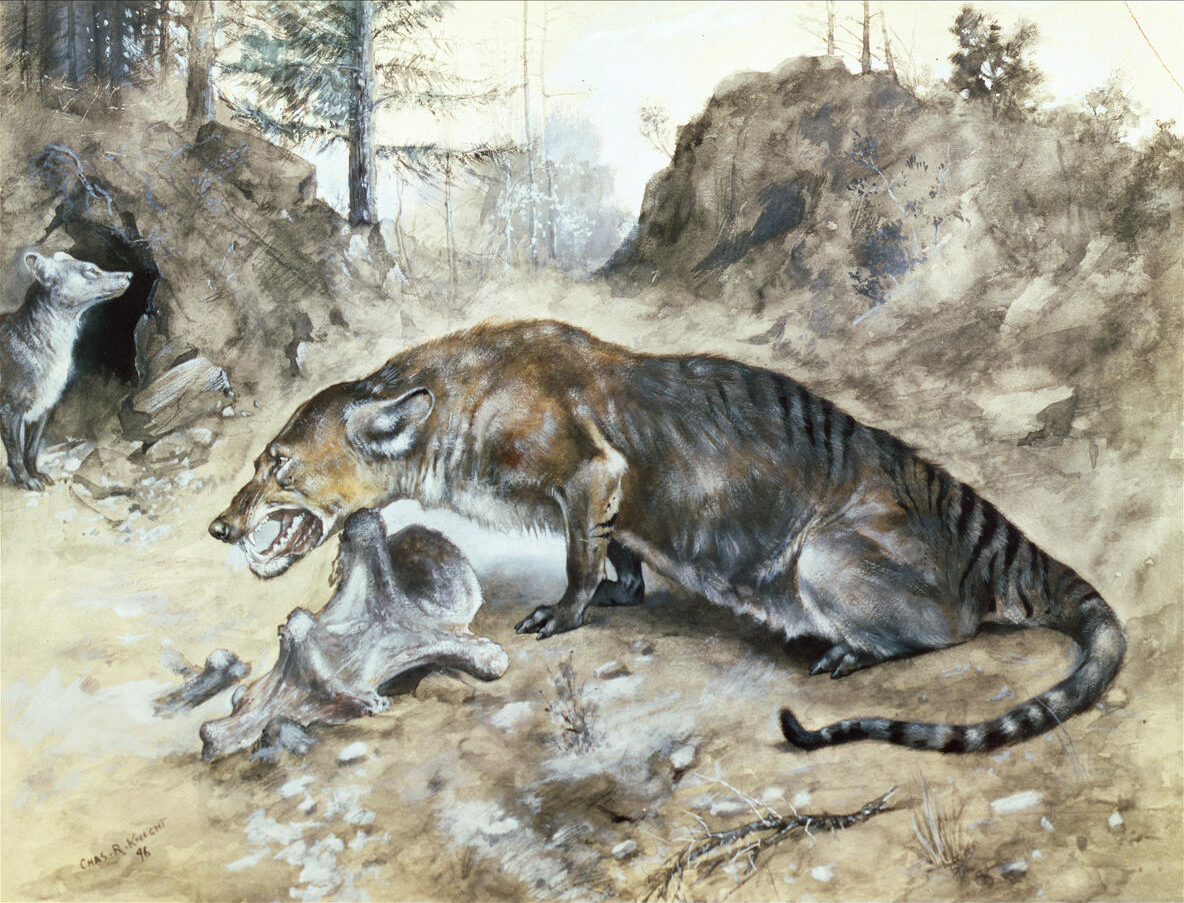
Mesonyx (Mesonichidi dell'Eocene)
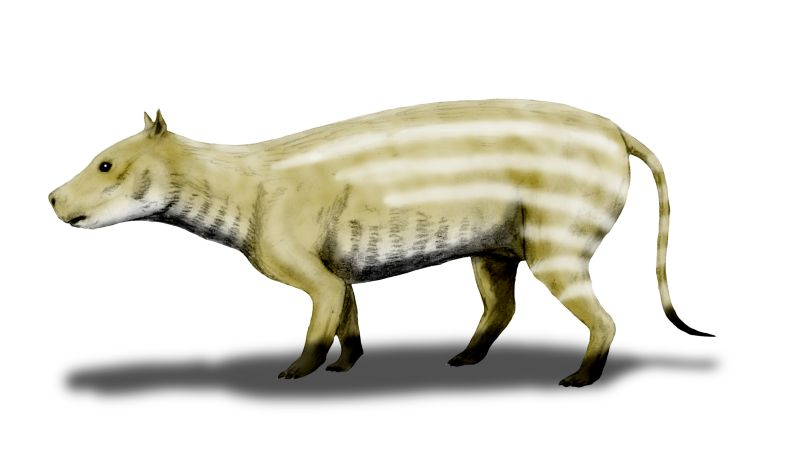
Merycoidodon (Artiodattili dell'Oligocene)
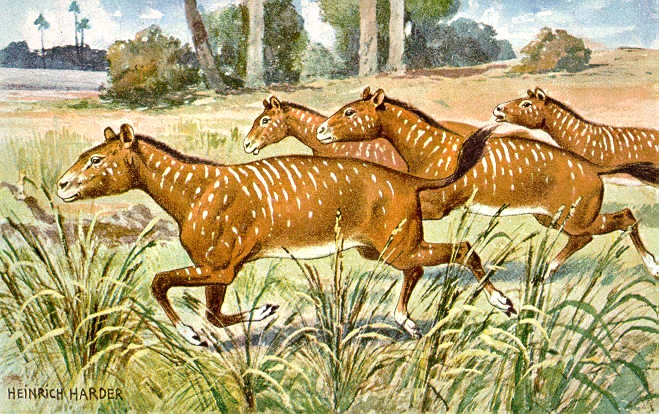
Mesohippus (Equino dell'Oligocene)
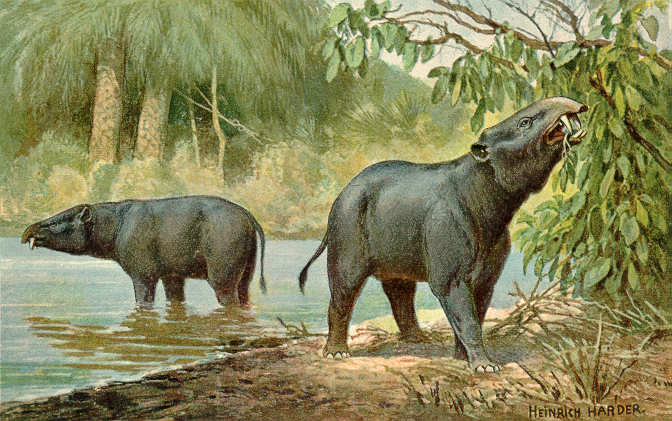
Moeritherium (Proboscidato dell'Eocene)
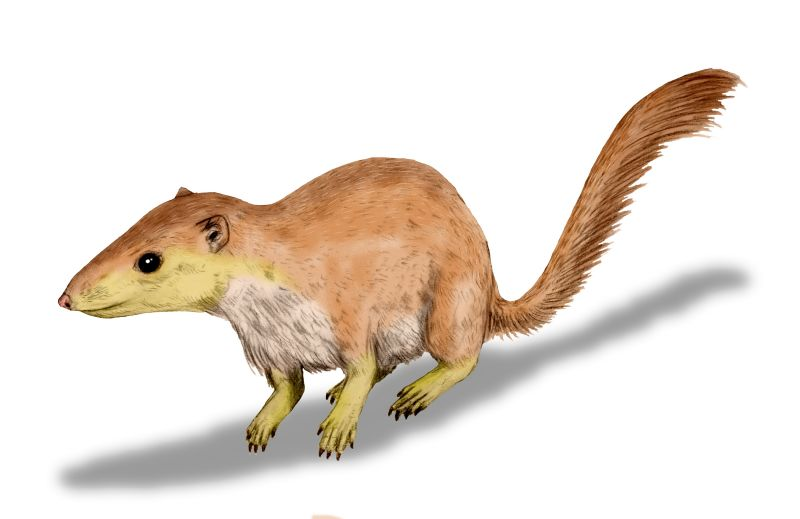
Purgatorius (Primate del Paleocene)
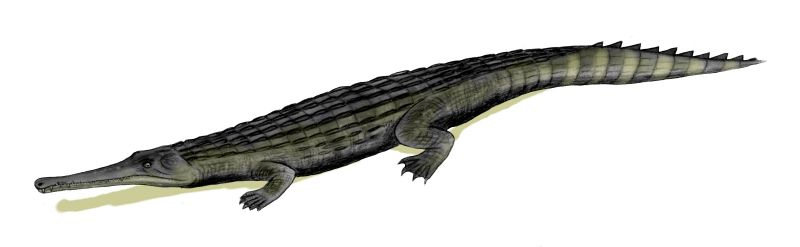
Dyrosaurus (Coccodrillo dell'Eocene)

Il numero delle varietà di mammiferi si raddoppiò, avvicinandosi a 100, in linea con il livello attuale. Cominciarono ad apparire le moderne specie di erbivori:
- Ungulati con numeri dispari di dita: cavallo, tapiro, rinoceronte.
- Ungulati con numeri pari di dita: antilope, pecora, capra, maiale, bisonte, cammello.

I proboscidati fecero la loro comparsa nell'Eocene inferiore. Il Moeritherium, primo fossile conosciuto, era un animale lungo 3 metri, con zanne appena accennate e corta proboscide. I roditori, originatisi nel Paleocene, continuarono la loro diversificazione evolutiva; ne fecero le spese i multituberculata arcaici, che condividevano la stessa alimentazione e si estinsero nell'Oligocene. I primi mammiferi predatori che si nutrivano di mammiferi erbivori fecero la loro comparsa nel Paleocene, come i mesonichidi, parenti dei successivi artiodattili.

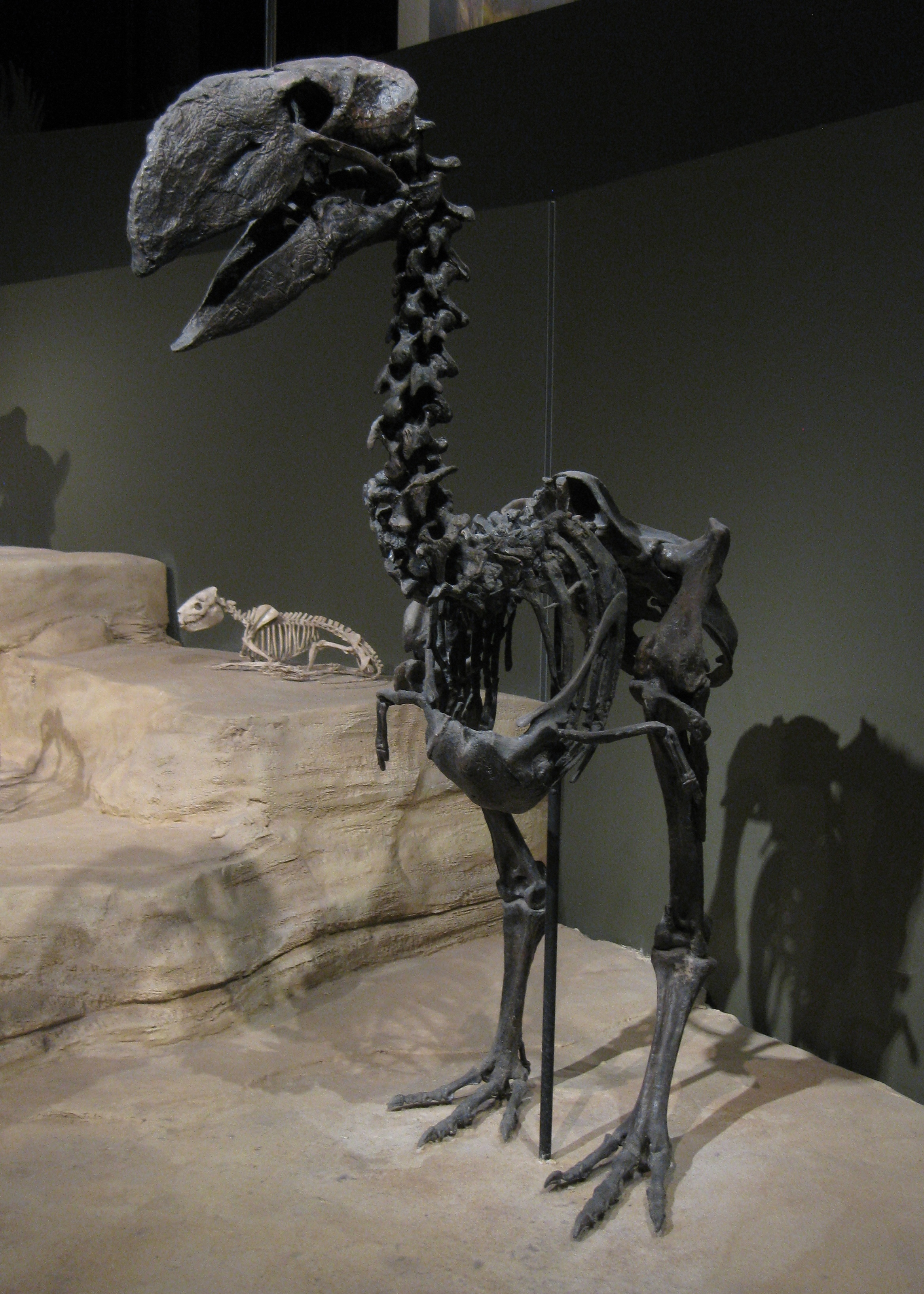
Scheletro completo di Gastornis

All'inizio del Paleocene proliferarono anche alcuni generi di uccelli giganti noti come gastornithidi, come il Gastornis, vissuto tra il tardo Paleocene e l'Eocene in Europa e Nord America. Incapace di volare a causa delle ali atrofizzate,  aveva l'aspetto di uno struzzo alto fino a due metri con una testa enorme ed il becco possente. Nonostante sia stato indicato come un predatore in passato, oggi numerosi indizi, come artigli smussati e un becco piatto, hanno provato che si trattava di un uccello erbivoro che usava il forte becco per rompere noci e semi. 
Accanto ai grandi esemplari si svilupparono anche i volatili che vivevano negli ambienti costieri, come il pellicano e la maggior parte delle specie attuali come il piccione, l'anatra, l'airone, il falco, la civetta e il picchio.
I rettili e gli anfibi non erano molto frequenti. Si svilupparono le prime Ranidae, che diedero origine alle attuali rane, anche se la scarsa presenza di fossili non permette una ricostruzione molto accurata del loro processo di diversificazione.

## Paleobotanica
Non vi furono drastici cambiamenti nella flora in seguito alla transizione nel Paleogene. Le angiosperme continuarono la loro evoluzione fino a raggiungere un livello simile all'attuale nell'Oligocene. Nelle aree montane delle zone subtropicali si svilupparono i boschi di caducifoglie. Apparvero le prime rose e le prime erbe.

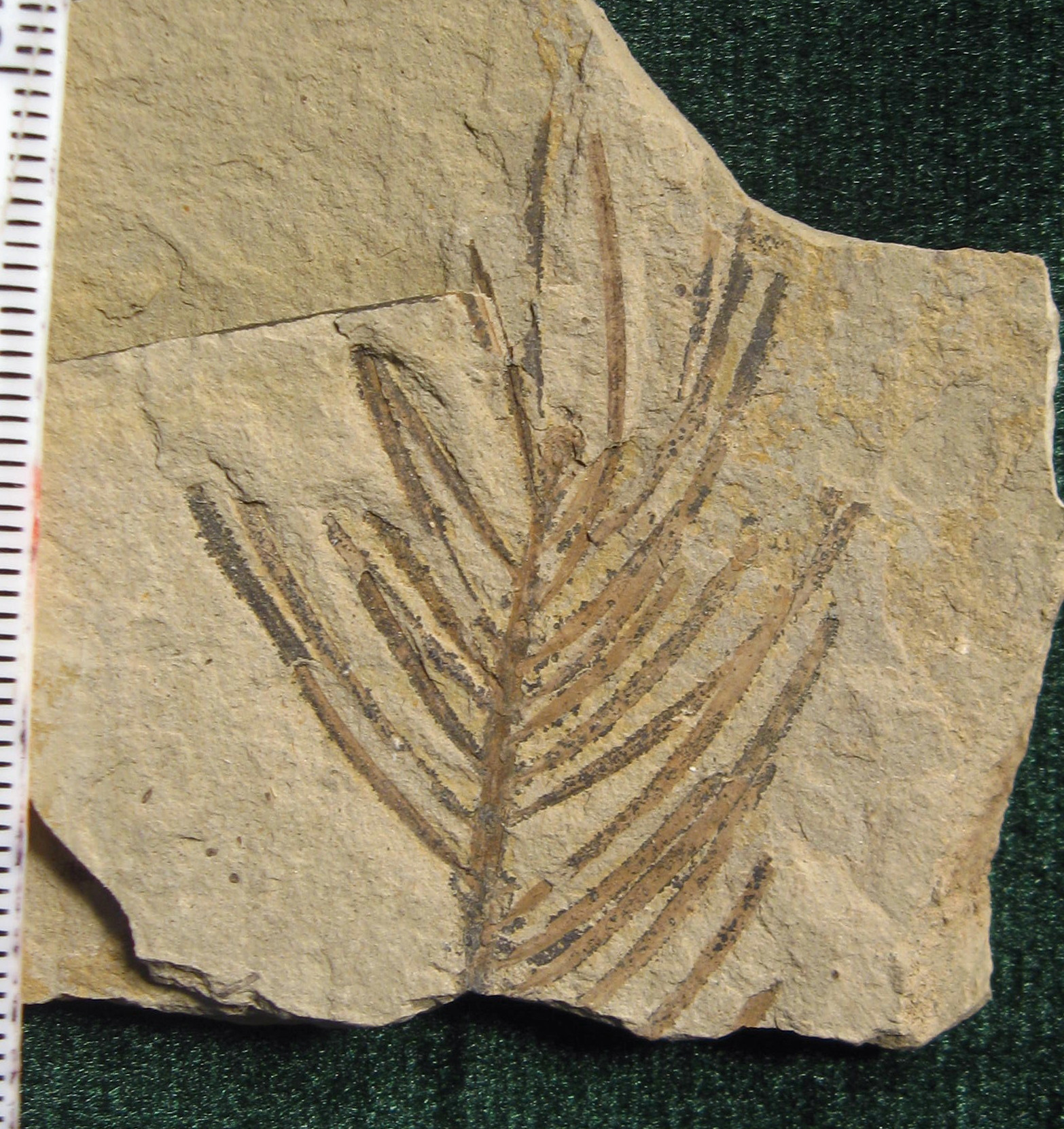
Abies milleri (Abete dell'Eocene)
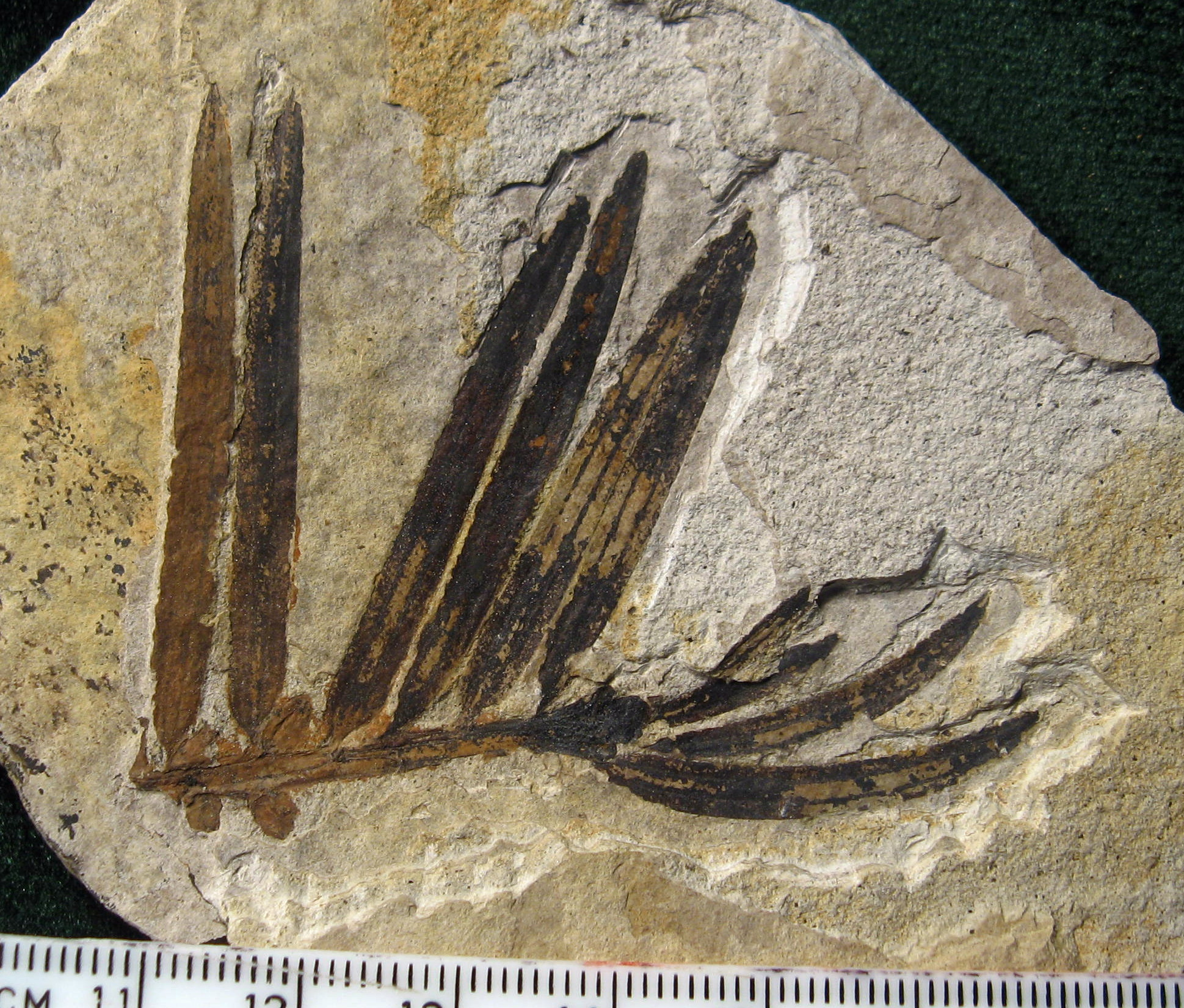
Amentotaxus (Pino dell'Eocene)
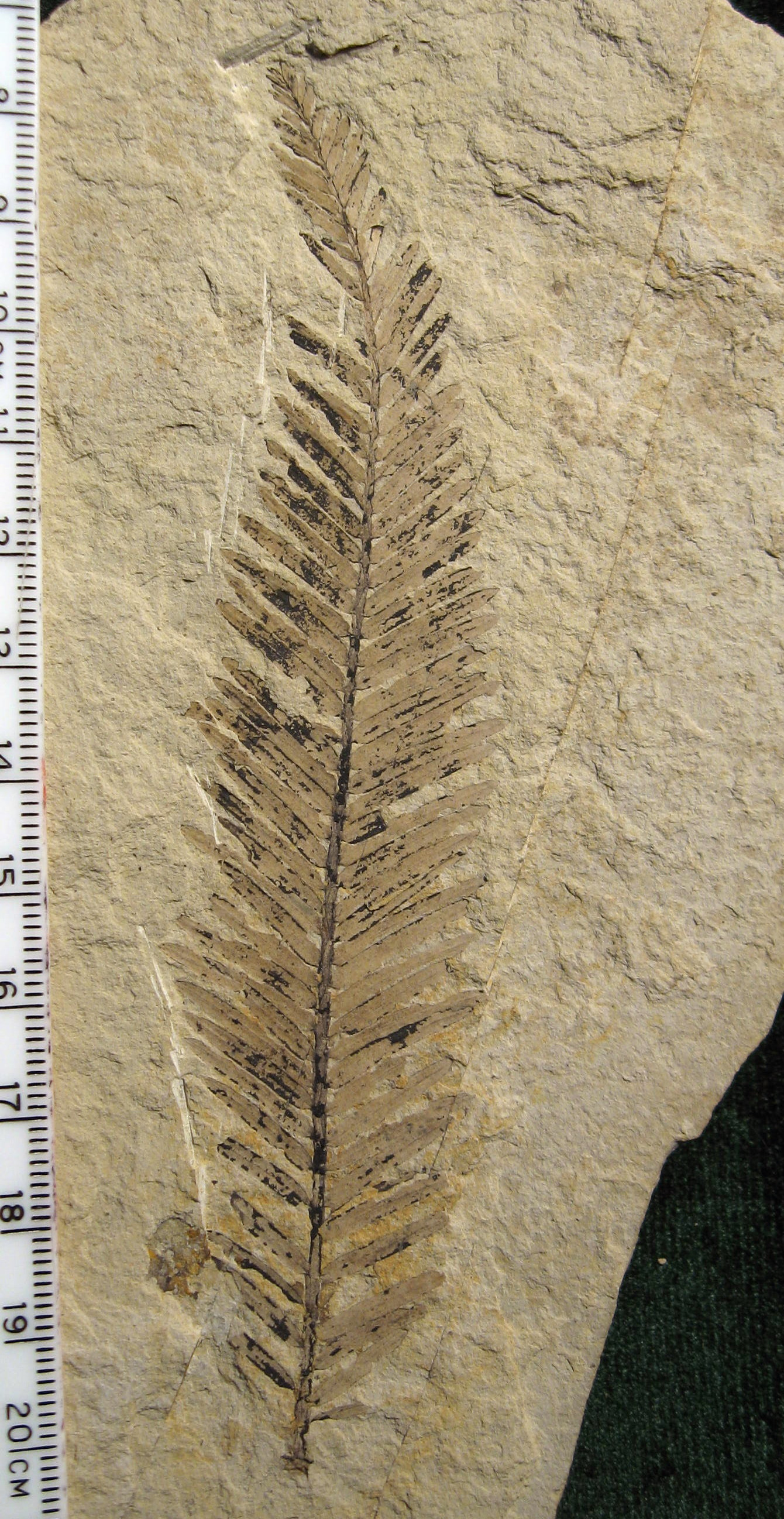
Metasequoia branchlet dell'Eocene
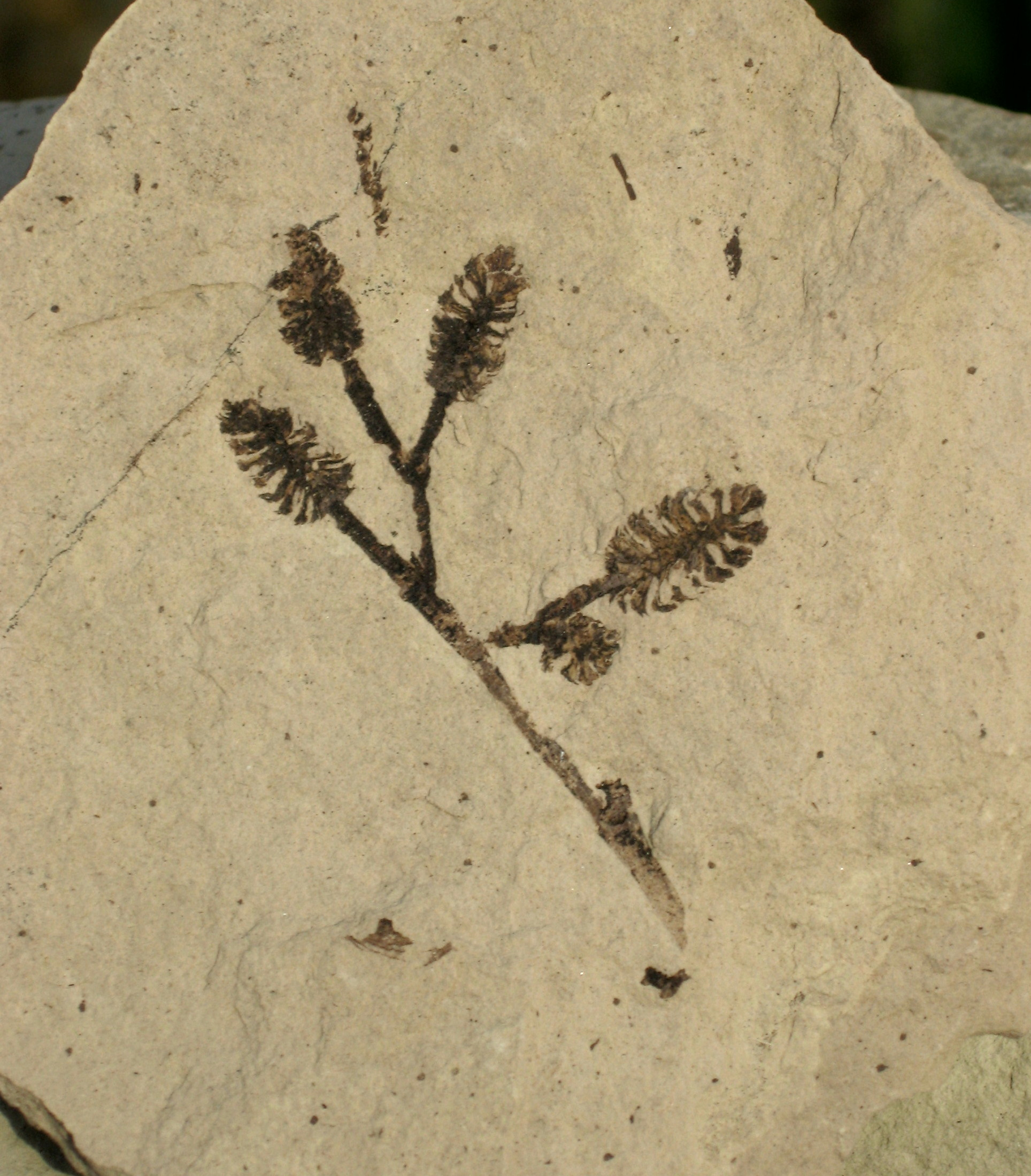
Betulla dell'Eocene
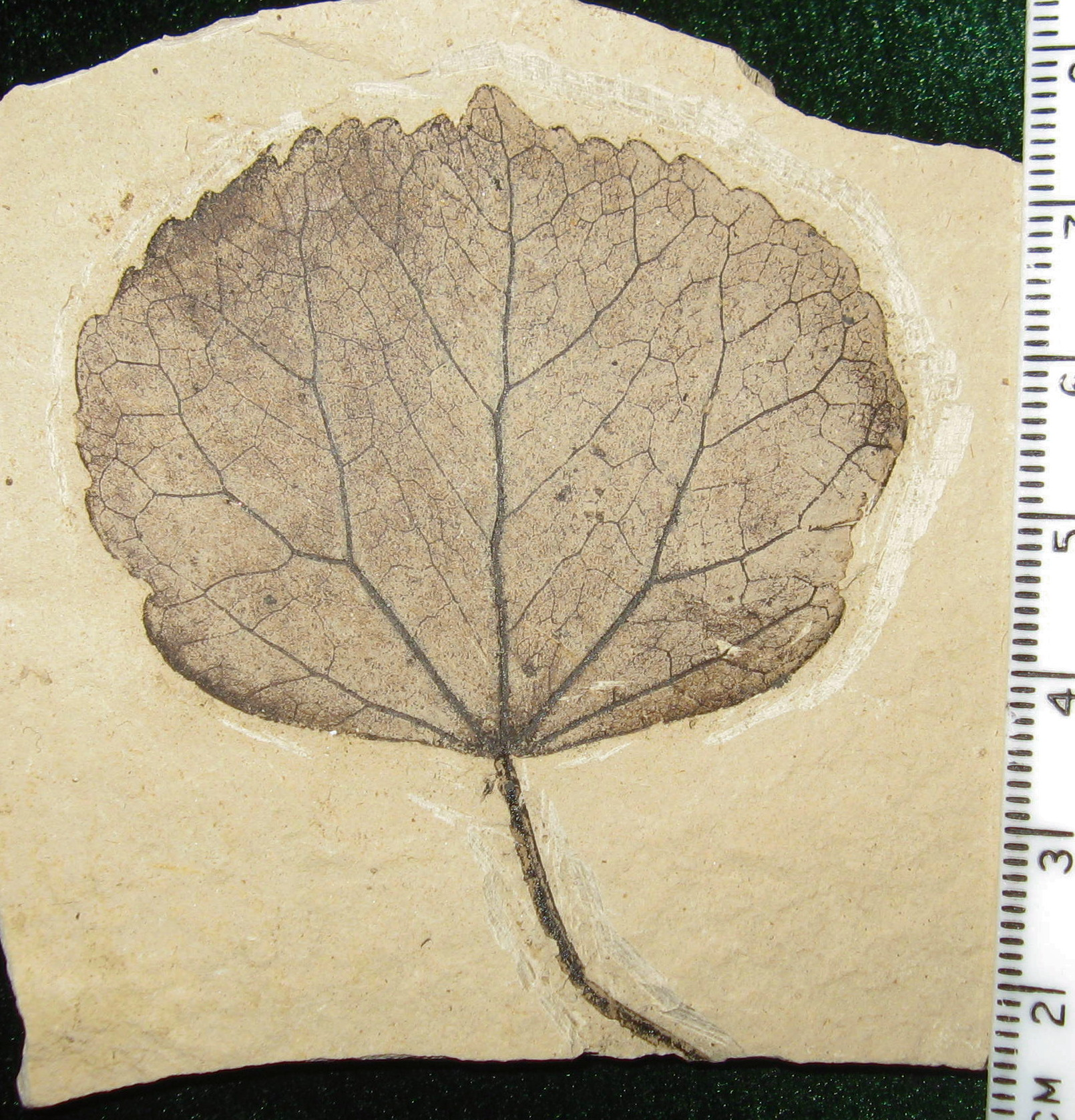
Cercidiphyllum obtritum dell'Eocene
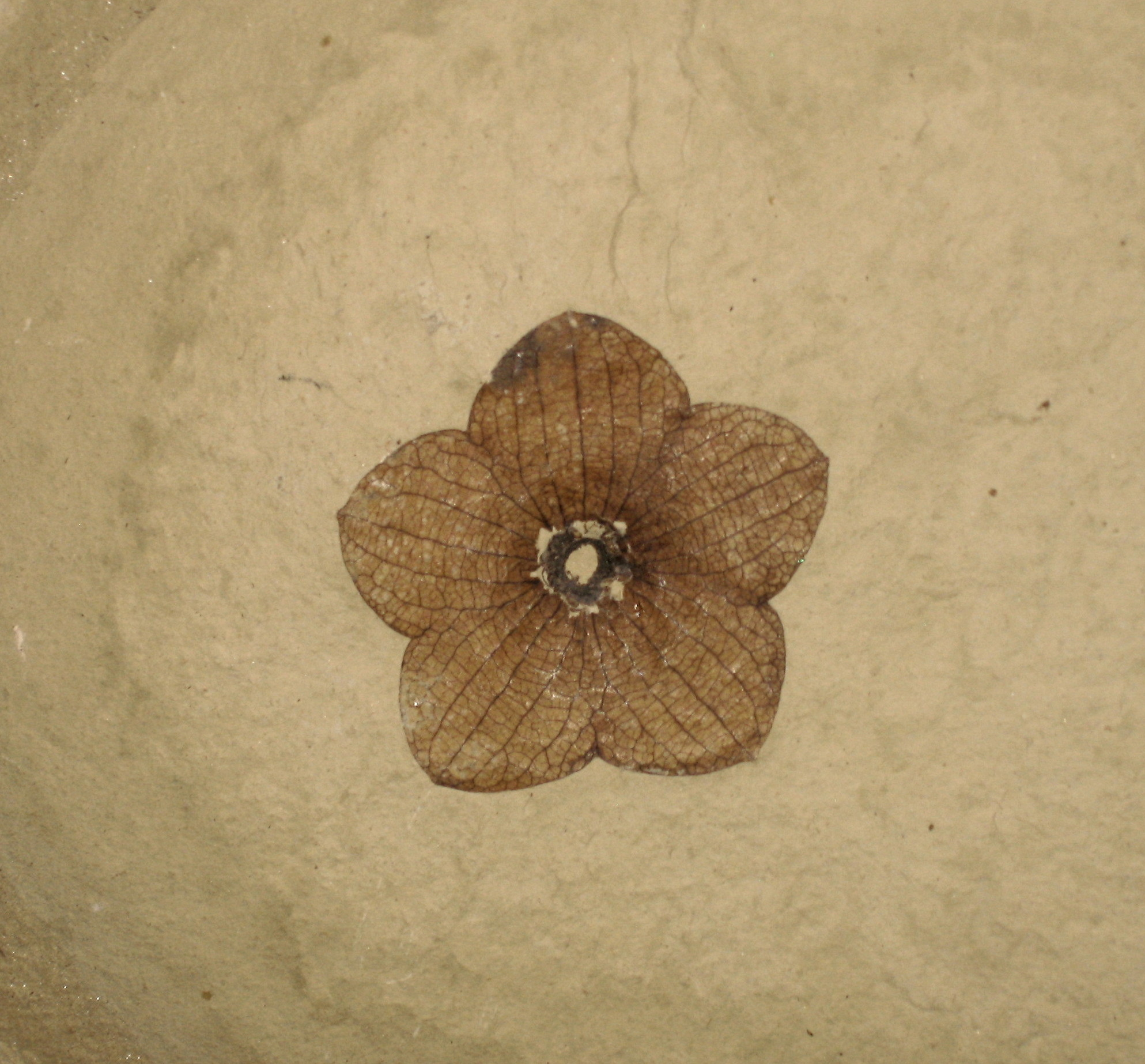
Florissantia quilchenensis dell'Eocene
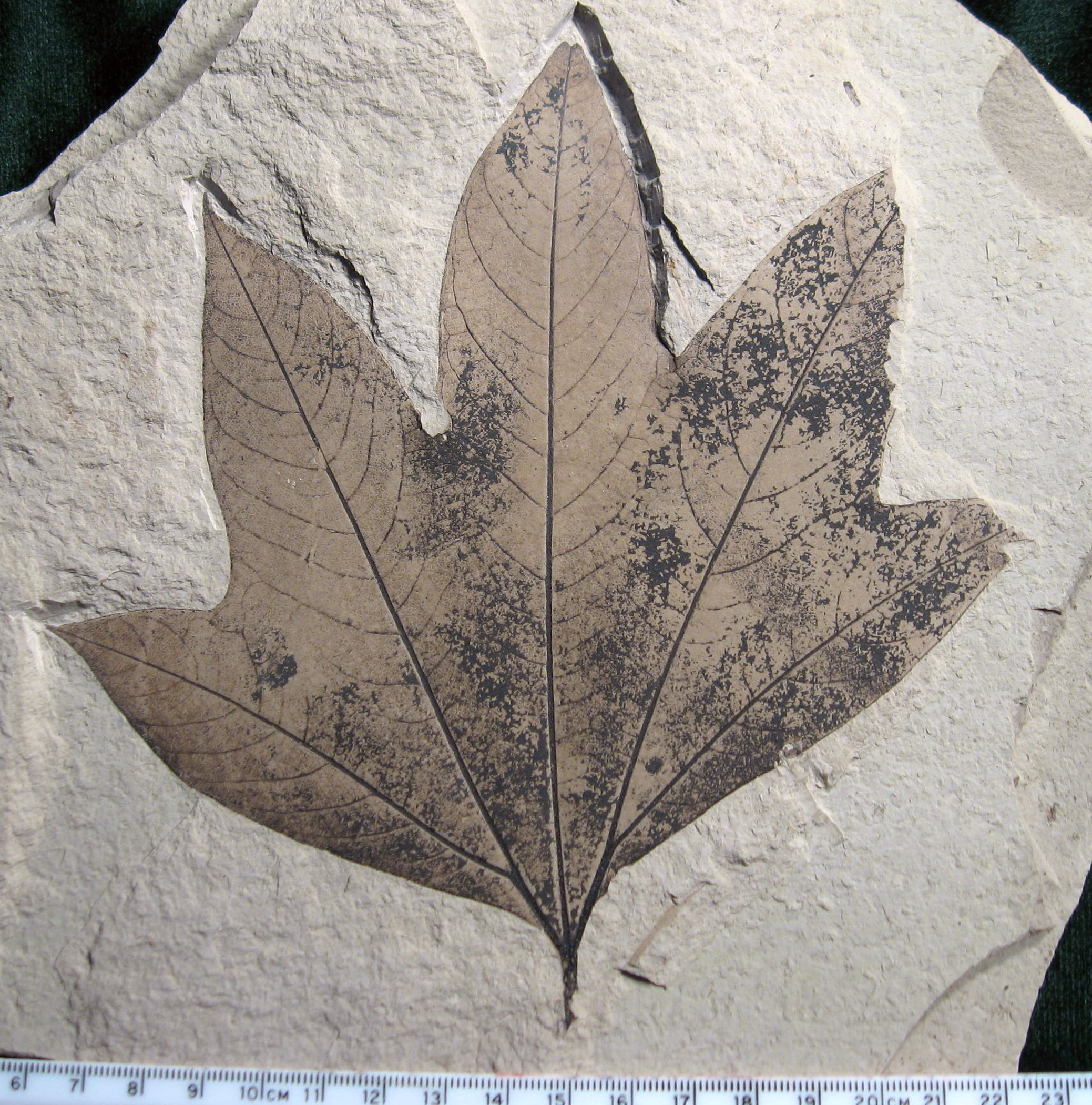
Macginitiea gracilis (Platanaceae dell'Eocene)
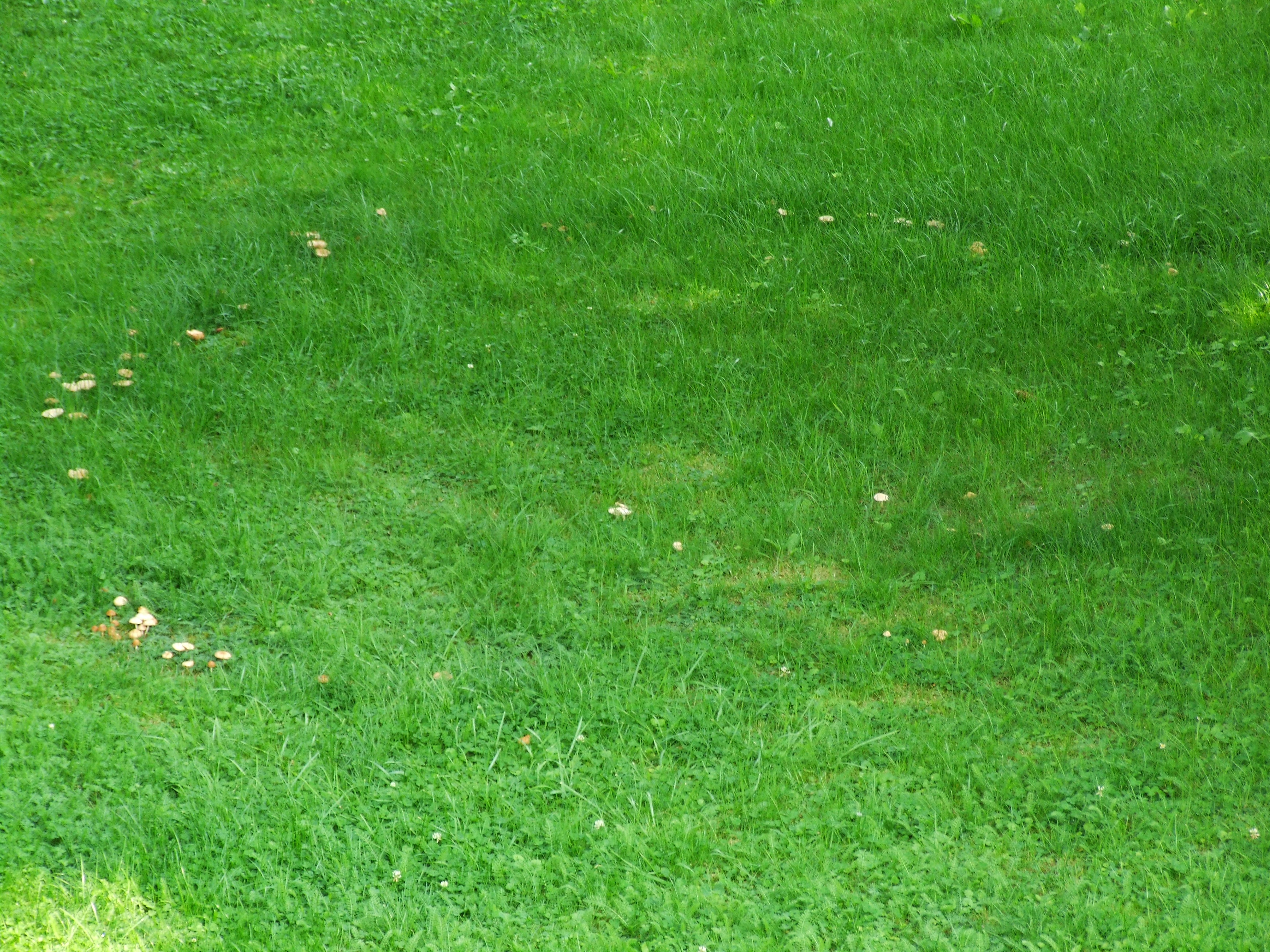
I prati ebbero origine nel Paleogene.

Il successo evolutivo più importante fu rappresentato dallo sviluppo dei prati erbosi e dall'impollinazione anemofila che permise lo sviluppo senza contatto diretto tra le piante.